# Quartier du Gros-Caillou
Quartier du Gros-Caillou är Paris 28:e administrativa distrikt, beläget i 7:e arrondissementet. Eiffeltornet är beläget i distriktet.
7:e arrondissementet består även av distrikten Saint-Thomas-d'Aquin, Invalides och École-Militaire.

## Kyrkobyggnader
- Saint-Pierre-du-Gros-Caillou
- Cathédrale de la Sainte-Trinité de Paris

## Parker
- Champ-de-Mars
- Jardins du Musée du Quai Branly

## Gator
- Avenue Rapp

## Bilder
| - De fyra administrativa distrikten i Paris sjunde arrondissement. - Saint-Pierre-du-Gros-Caillou. |

| - Champ-de-Mars. - Jardins du Musée du Quai Branly. |

## Kommunikationer
- Tunnelbana – linje  – École Militaire
- Busshållplats Bosquet – Saint-Dominique – Paris bussnät, linje 80 92